# Idiocera (Idiocera) spuria
Idiocera (Idiocera) spuria is een tweevleugelige uit de familie steltmuggen (Limoniidae). De soort komt voor in het Afrotropisch gebied.